# Gliese 282
Gliese 282 is een oranje dwerg in het sterrenbeeld Monoceros, met magnitude van +10,385 en met een spectraalklasse van K5.5Vk. De ster bevindt zich 45,9 lichtjaar van de zon.